# もしものシミュレーションバラエティー お試しかっ!
『もしものシミュレーションバラエティー お試しかっ!』（もしものシミュレーションバラエティー おためしかっ!）は、2008年4月14日から2015年1月26日までテレビ朝日系列で放送されていたシミュレーションバラエティ番組。地上デジタル放送での放送形態は全局ハイビジョン制作。通称「お試しかっ!」。
2006年10月2日から2008年3月31日まで放送されていた『快感MAP』が改題しリニューアルした形でスタート（詳細は後述）。2008年4月14日から2010年3月29日までは毎週月曜日23:15 - 翌火曜日0:15（ネオバラ枠、JST）にて放送され、ネオバラ枠最終日より月曜19時枠に移動しゴールデンタイムに進出、2015年1月26日で、番組が終了した。

## 概要
タカアンドトシとゲスト出演者（主にお笑い芸人）が、普段触れることのない事柄やいずれ起こりうる様々な事態を身体を張ってシミュレーションしていく番組。番組ネーミングはトシが多用する突っ込み「○○かっ!」より。
元々、ネオネオバラエティで放送されていた『快感MAP』が、2008年1月から『快感MAP〜もしものシミュレーション〜』としてリニューアルされたのが前身であり、2008年4月14日から水曜19時枠へ昇格した『くりぃむナントカ』が放送されていた月曜ネオバラエティ枠へ移動、現在の番組名に改題された。
深夜時代は「帰れま10」のほか、女装の美しさを競う「Aniコレ」や芸人のネタを特定の客層に見せる「お試し新ネタマーケティング」など、多様なジャンルの企画を放送し、2桁の視聴率をキープするなど、安定した人気を誇っていた。
2009年4月2日に初めてゴールデンタイムでの3時間スペシャルが放送された。これにより、当時のネオバラ枠内の全ての番組が最低1回はゴールデンタイムで放送された事になった。このスペシャルは18.8%の高視聴率であった（関東地区、ビデオリサーチ調べ。以下略）。さらにその後、同年10月5日、11月23日にもスペシャルを放送、いずれも高視聴率を獲得した。
2010年3月29日、月曜19:00 - 19:54のゴールデンタイム進出を果たす。これに先がけて、同年2月15日19:00 - 20:54に『Qさま!!』とコラボを行った。
ナレーションの垂木勉は、サスペンス性とサバイバル性を意識するため、アメリカン風な口調と冷徹でシリアスな語り口をしている。これは「快感MAP〜もしものシミュレーション〜」時代のコンセプトや同番組で謎の人物「Mr.S」の声を垂木が演じた事の名残りである。番組自体が月曜19時枠へ移動した事により後続に放送される『Qさま!!』と2時間続けて2種類の垂木の語りが聞ける事になった。また、番組単独のスペシャル版では平野義和も不定期ながらナレーションで出演。
2011年4月の放送から、地上デジタル放送ではデータ放送を導入し、「帰れま10」などのメニュー紹介とその時点での順位が表示される様になった。
ゴールデンでは「帰れま10」以外にも家族向けの様々な企画を組む予定であったが、ほとんどの回で「帰れま10」に依存する形となり、深夜時代の多様なジャンルのバラエティ色は失われてしまった。しかし、初回の13.9%に始まりレギュラー版、スペシャル版ともに高視聴率を維持し、長年月曜19時台を席巻していた『ネプリーグ』（フジテレビ）を同時間帯の首位から退けることに成功した。歴代最高平均視聴率は、2012年1月9日放送の20.1%。
しかし、2013年10月に日本テレビの同時間帯に『有吉ゼミ』が始まると視聴率を奪われるようになり、2014年になると「帰れま10」のマンネリ化によって、視聴率が1桁に割り込む回が増えた。テコ入れとして、「もしもの1週間」などの「帰れま10」以外の様々なコーナーを行うようになったが、定着とはならなかった。
2015年1月26日（この年の年始初回）をもって放送終了することになったが、次回予告に最終回である旨の告知がなかった。最終回は1時間枠で放送、前半は「もしもの一週間〜うどん、そばを毎日3食食べ続けたら体重と体はどうなるのか?」、後半は過去7年間に起きた事件を振り返る「キツかった事件簿ベスト5」を放送。ラストはトシが番組終了の旨を述べて終わった。放送終了間際には、「7年間ありがとうございました!」のテロップが表示されていた。
後番組は2015年4月6日より、火曜0:15枠（月曜深夜）から移動する『お坊さんバラエティ ぶっちゃけ寺』。なお、タカアンドトシMCの番組としては、2015年3月31日（30日深夜）より火曜0:15枠で『タカアンドトシの道路バラエティ!? バスドラ』がスタートしたため、事実上枠交換した形となる。『ぶっちゃけ寺』スタートまで大きく間が空いたため、当該期間は『Qさま!!』『池上彰解説塾』 などの拡大版や特別番組などでつなげた。その後のテレビ朝日の月曜夜7時は『ぶっちゃけ寺』は約2年持ったが、その後の『世界ルーツ探検隊』→『天才キッズ全員集合〜君ならデキる!!〜』と続いたが、前述の『有吉ゼミ』『ネプリーグ』に苦戦し、2番組共、視聴率低迷により半年足らずで終了してしまった。

2016年4月6日（水曜日）23:15 - 翌0:15には、本番組のメイン企画であった「帰れま10」が約1年ぶりに復活し、『帰ってきた帰れま10』（かえってきたかえれまテン）として放送された。以降、単独番組として不定期に放送されている（詳細は帰れま10#特別番組を参照）。また、10月2日（日曜日）より毎週日曜日午前10・11時台にて「帰れま10」をベースとした新番組『帰れまサンデー』『帰れまサンデープラス』がそれぞれスタート、その後も放送枠・タイトルを変更しながら継続。そして2018年4月より、本番組と同じ月曜19時枠で『帰れマンデー・見っけ隊!!』としてゴールデン進出を果たした。

## 出演者

### レギュラー（メイン司会）
タカアンドトシ（タカ・トシ）
進行は主にトシが担当。番組初期のほとんどの企画はタカがシミュレーションしていた。

### 出演頻度の多いゲスト（五十音順）
深夜時代とゴールデン進出後に出演した者、もしくはゴールデン進出後3回以上出演した者を挙げる。
秋山竜次（ロバート）
「帰れま10」に出演。『Qさま!!』との合体スペシャルでの出演が多い。
有吉弘行
「帰れま10」で、竹山チームのメンバーとして出演。ゴールデン進出後はタカトシチームとしても出演していたが、2013年10月以降は裏番組に出演しているため、本番組には出演しなくなった。結局本番組が終了するまで有吉ゼミは続いたため、前述のように出演しなくなってからは本番組終了まで出ることはなかった。
アンジャッシュ（児嶋一哉・渡部建）
「帰れま10」に出演。渡部は2010年6月28日から、児嶋は2010年11月29日から出演。渡部のみの出演が多い。
エハラマサヒロ
カラオケ系企画に出演し、4回中3回で全国1位を獲得している。また、2011年9月19日の3時間スペシャルにも出演し、通常の「帰れま10」にも初参戦した。
オリエンタルラジオ（中田敦彦・藤森慎吾）
ゴールデン進出後に出演が増えている。「帰れま10」に出演。中田、藤森どちらか1人の出演もある。深夜時代では藤森が「Aniコレ」などに出演。
川越達也
2011年5月30日のスペシャルから出演。「帰れま10」で選択した商品のアレンジメニューを紹介している。
カンニング竹山
「帰れま10」で、竹山チームのキャプテンとして出演。類まれなる分析力で竹山チームを何度も勝利に導いてきたことから、帰れま10の申し子の異名を取る。
キャイ〜ン（ウド鈴木・天野ひろゆき）
ウドはゴールデンスペシャルの「帰れま10」に出演。濱口優と同じチームで挑戦することが多い。2011年12月以降は天野のみの出演が多くなっている。
サバンナ（八木真澄・高橋茂雄）
ゴールデン進出後に出演が増えている。「帰れま10」などに出演。高橋のみの出演もある。
田村亮（ロンドンブーツ1号2号）
「帰れま10」の他、釣り企画や「Aniコレ」などに出演。ゴールデン進出以後、出演頻度が多くなっている。
千鳥（大悟・ノブ）
2011年の年末スペシャルで初出演。大悟のみの出演もある。
バービー（フォーリンラブ）
2012年の新春スペシャルで初出演。
濱口優（よゐこ）
ゴールデンスペシャルの「帰れま10」でタカトシチーム（2009年12月28日のSPでは、竹山チーム）の助っ人として出演。「帰れま10」において唯一「2枚抜き」の使用を許されるなど、帰れま10の神としてメンバーから崇められている。ゴールデン進出後は通常回の出演も多くなった。
フットボールアワー（岩尾望・後藤輝基）
ゴールデン進出以降は出演が急増。「帰れま10」に出演。岩尾、後藤どちらか1人の出演の場合もある。
村上信五（関ジャニ∞）
ジャニーズ事務所所属のタレントの中では、出演回数が最も多い。「帰れま10」に出演。
U字工事（福田薫・益子卓郎）
主に「帰れま10」に出演。2009年の年末SP以降はほとんど出演していなかったが、2011年夏以降は再び出演回数が増えている。益子のみの出演もある。
吉村崇（平成ノブシコブシ）
2011年10月から「帰れま10」に出演。相方の徳井も1度出演経験がある。

### スペシャルのみ
- 2時間SPや3時間SPなどの拡大版に出演した者を挙げる。

とんねるず（石橋貴明・木梨憲武）
2012年の年末SPから、翌年1月2日放送の『とんねるずのスポーツ王は俺だ!!』の番組宣伝も兼ねて、毎年恒例で出演している。2012年12月24日の3時間半SP、2013年12月23日の3時間半SP、2014年12月22日の3時間SPの3回出演経験がある。
- 以下、ゴールデン進出後1度も出演していない者が多い。

岡田圭右（ますだおかだ）
「帰れま10」に出演。
狩野英孝
「帰れま10」などに出演。
ガレッジセール（川田広樹・ゴリ）
「帰れま10」などに出演。川田1人での出演が多い（ゴリはゴールデンSPのみ出演）。
河本準一（次長課長）
「帰れま10」などに出演。
小島よしお
番組初期に多く出演。ゴールデンに進出後は一度のみ出演。
庄司智春（品川庄司）
主に「Aniコレ」に出演。単発企画にも出演している。
田中卓志（アンガールズ）
2011年5月から「帰れま10」に出演。
楽しんご
「帰れま10」に出演。
堤下敦（インパルス）
単発企画に出演。
TKO（木下隆行・木本武宏）
単発企画に出演。
中西学
プロレスラーでありながら出演頻度が高い。主に体力を使う企画に出演。
博多華丸・大吉（博多華丸・博多大吉）
ゴールデン進出後の「帰れま10」に出演。
林克治（カリカ）
単発企画のレフェリーとして出演していたが、ゴールデン進出後は一度も出演していない。
板東英二
ゴールデンSPの「帰れま10」でタカトシチームと対戦する時に、竹山チームのメンバーとして出演。
はんにゃ（金田哲・川島章良）
番組初期に「Aniコレ」など多くの企画に出演。ゴールデン進出後は一度のみ出演。
FUJIWARA（原西孝幸・藤本敏史）
釣り企画などに出演。
ブラックマヨネーズ（小杉竜一・吉田敬）
「帰れま10」でタカトシチームのメンバーとして出演。ゴールデン進出後は主に『ブラマヨとゆかいな仲間たち アツアツっ!』の告知関連で出演。
ペナルティ（ヒデ・ワッキー）
単発企画に出演。
矢口真里
単発企画に出演。

## コーナー
帰れま10（てん）シリーズ
1コーナーだったが、番組終了後も独立企画となっている。

もしもSPに護られることになったら?
くじ引きでSPに守られるターゲットとハリセンで襲い掛かる襲撃役に分かれて行動する。襲撃役はテレビ朝日内や移動中の建物など様々な状況でターゲットを3人までの助っ人を利用しながら、SPの守りきれない状況を作り襲い掛かる。
主にタカにとって過酷な企画のため、2010年3月15日放送分の、「2度とやりたくないAWARD」でこの企画がノミネートされた。
もしも相方が別の芸人になったら?
詳細を知らされずに呼び出された芸人とそれぞれコンビを組んで、1時間で作ったネタを老若男女入り混じった観客の前で披露する。
初回で放送された記念すべき企画。
お試し新ネタマーケティング
『快感MAP』から引き続き放送。
12組の芸人が新ネタを収録し、そのVTRを成人男性、女子中学生など特定の客層に見てもらいネタが面白かったかどうかボタン判定してもらう。一般客は芸人たちが別室で見ていることを知らず、ネタ後の感想では手厳しい意見が出ることもある。後に、一番面白いという判定を多く貰えたかを競う企画「○○No.1決定戦（○○には「女子中学生」など対象となる客層の名前が入る）」に発展した。
もしも激辛ハバネロ料理を完食しなくてはいけなくなったら?
『快感MAP』から引き続き放送。
牛乳や鍼治療など様々な手段で辛さを抑えながらハバネロ鍋完食を目指す。快感MAP時代ではタカアンドトシが挑んで失敗しており、この番組ではゲストとして登場した芸人が中心となって挑戦する。2010年3月22日放送分の、ゴールデンで多分やらないシミュレーションランキングでこの企画がランクインした。
もしも芸能界の先輩と戦う事になったら?
先輩芸人達の得意競技で対決する。負けた場合は先輩芸人が過去に経験した辛い罰ゲームを受ける。
お試しグルメ! 冒険レストラン
料理が得意な芸人による試行錯誤のオリジナル料理を、トレジャーハンター姿のタカアンドトシらに堪能してもらうグルメコーナー。料理の美味さとどれだけ個性的だったかを問う冒険度で料理を判定する。
Aniコレ
10組ほどの男性芸能人が自分が最も美しくなるだろうメイク・衣装に着替え女装し、美容系学校の生徒100人に判定してもらい、最も女装して美しかった芸能人を決めるコーナー。第1回の放送が好評だった為、第2回と第3回は2週に分けての放送となっている。ワースト3に残ってしまった場合は放水によるメイク落としがある。また、女性アイドルと5対5で容姿を競う・東京ガールズコレクションの中で1対1の対決を行うなど、変則的な企画も放送されている。
通常企画としては過去5回放送され、1 - 3回目は杉浦太陽が連覇して「殿堂入り」。4回目では金子貴俊が優勝。5回目はAAA（トリプル・エー）の西島隆弘が歴代最高となる98点で優勝した。
投稿! お試し夜食
「静かなブーム」という組み合わせ料理。上記のお試し冒険レストランと似ているがこちらは視聴者が投稿したオリジナルレシピをタカトシとゲストが判定するという企画。また、ゲストがその場でレシピを披露することもある。レシピが出演者全員に美味しいと認定されれば賞金1万円、さらにその日のベスト賞に選ばれれば3万円が獲得出来る。2009年10月スタートの後番組「お願い!ランキング」でちょい足しクッキングとして受け継がれ、放送されなくなった。
もしも芸能人のブログ王にならないといけなくなったら?
ゲスト1人が挑戦。様々な手段を用いて、自分のブログを所属するサービスサイトの芸能人（アクセス数）ランキング1位を目指す。挑戦開始から1ヵ月後に自身のブログが1位でなければ罰ゲームで、しかもその模様のTV放送は一切ない（ブログで確認は出来る。また矢口は除く）。
過去の挑戦者
1. 2008年11月3日 (#28) タカ（ラフブロ）
1位の品川祐（品川庄司）に勝てず3位に終わるも、本人の志願で10日間延長。しかしそれでも最終結果は2位に終わった。罰ゲームにはタカの嫌いな蛾を透明ボックスの中に入れられた。
2. 2009年3月2日 (#43) 庄司智春（ラフブロ）  
前回と同じく、1位の相方・品川に挑む。ラストスパートで中川翔子（当時エキサイトブログ、現アメーバブログ）の1日の更新回数記録86回を上回って89回更新するも、最終結果は僅差で2位に終わった。罰ゲームは「平成のパピプペポ」を雪山のスキー場で披露。
3. 2009年7月20日 (#63) 矢口真里（アメーバブログ）
1位の辻希美に勝つべく、ブログを更新するも結果は3位に終わる。罰ゲームは街中で『LOVEマシーン』をカラオケで1人で歌う。

もしも野菜だけで1週間生活しなければいけなくなったら?
一週間、野菜で作った料理をタカに食べさせて血圧、体重の変化を見る。
一般男性が摂っていい一日のカロリーをきちんと摂る。
これが派生して、「夜食で○○を1kg分食べたら」になった。
Theゲーム10
タカトシとゲスト3人が挑戦。1人ずつ、番組が用意したファミコンソフトの中から抽選で選んだ1本の1面を、ノーミスでクリアする。
これを10人連続（5人×2周）クリアできれば、賞金100万円獲得。ただし、5回失敗したら挑戦終了となる。
2009年7月13日放送分から若干リニューアルされた。
- 挑戦するソフトの範囲を、ファミリーコンピュータ ディスクシステム及びスーパーファミコンで発売された作品まで拡充。
- 5回以内に10人連続クリアを目指すルールから、10人連続クリアするまで収録が終わらない「帰れま10」ルールに変更。ちなみに最初の1回で10人連続出来れば、ゲーム機本体などのゲームグッズ10万円分が5人にそれぞれ賞品として贈られる。

胸キュンクイーン決定戦
女性芸能人がウブなタカを誘惑して、誰が1番タカの心をときめかせる事が出来たかを決める。2010年3月22日放送分の、ゴールデンで多分やらないシミュレーションランキングで1位に選ばれた。
芸能人味覚シミュレーション イキツケ
ゲストが行きつけの飲食店でロケを行い、その店の食べ慣れている料理を店の主人と2 - 3人のダミーシェフが作ってゲストに試食させ、主人の作った料理を当てる事という企画。ゲストは主人の作った料理を当てられなければ店の出入り禁止となる。
ゲストは主人とダミーシェフが調理した料理を試食し1品ずつニセモノと思う品をふるい落とす、最初にふるい落とす品には「お金を取って食わすものではない」を、2品目以降は「ニセモノ」を、本物と思う品には「イキツケ」のプレートを表示する。
過去4回行われており、ダミーシェフは主人の作った料理の完成品（食べる事も可）を渡されるのみでレシピは一切教えられないうえに、用意される材料の中には本物では使用しない材料も含まれており、完成品を元にゲストを上手く騙せるように調理する。しかし毎回少なくとも1箇所はミスをしている（本来入れるものが入っていない等）がそれがプラスに働いていることもある。
1ヶ月で居酒屋全メニューマスターしなければならなかったら?
帰れま10スピンオフ企画。庄司智春が食いはぐれず、料理で身を立てられるように、居酒屋やるき茶屋のメニュー全102品を1ヶ月でマスターし、帰れま10で料理を全て担当する。ブラックマヨネーズに庄司が帰れま10で作った料理で全て「うまい」、「おいしい」と言わせることができればシミュレーション成功。庄司は全て完璧にマスターし、メンバーは賞賛仕切りだった。
もしタカアンドトシがミュージシャンになったら?
深夜時代後期のインターミッションとして組まれたミニコーナー。タカアンドトシがそれぞれ「タカ旦那」と「TOSHI-KUN」（元ネタは湘南乃風の若旦那とHAN-KUN）に扮して新ユニット「if」を結成し、持ち歌「if〜もしも〜」を披露する。タカ旦那は「if〜もしも〜」が2009年内（企画始動から約1か月以内）に100万ダウンロードを達成しなければifを解散すると自ら宣言。これを達成するため番組中で学園祭やモーニング娘。のコンサートに飛び入り参加し、ゲリラライブを敢行したり、ビッグエコーを舞台とした「帰れま10」の終了後にカラオケで披露するなどの数々の宣伝活動に励んだ（後にDAMによって正式に配信曲に加わった）。
2010年1月4日放送にて発表された結果は約23万ダウンロード。番組中では「十分な快挙」とされたものの、100万ダウンロードには遠く及ばず、2010年元日をもってifは解散となった。

## スタッフ
- ナレーション：垂木勉[注 6]、平野義和（スペシャル時[注 7] のみ）、難波圭一（スペシャル時のみ[注 8]）、TARAKO（2010年4月18日の2時間SP直前スペシャルのみ）、古川登志夫（2012年10月1日、2013年4月8日の3時間SP）、服部潤（2014年3月17日の3時間SP）、関智一（帰れま10・カエルのキャラクター）
- 企画：奥川晃弘（2013年7月8日-、以前はプロデューサー→2008年7月14日 - 2009年7月6日まではチーフプロデューサー、2009年7月13日 - 2013年7月1日まではゼネラルプロデューサー）
- 構成：鈴木おさむ、樋口卓治、楠田信行、工藤ひろこ
- ロケ技術：羽田廣宣・七沢甲（TSP）
- SW：太田憲治、阿部智昭
- カメラ：清水美保、栗林克夫、柳田智明
- VE：平田壮之介、山田由香、安部講
- 音声：平井保、根本敬介、鈴木誠司
- 照明：三浦孝、脇田雅夫（共立）、市川一弘
- デザイン：吉岡理人
- CGデザイン：村野彰彦
- 美術進行：亀井直子・古閑洋司（テレビ朝日クリエイト）
- 大道具：高子昌樹
- フードコーディネーター：前西原亜戸
- 小道具：鳴嶋篤史
- 装飾：園田真心
- 電飾：高久裕己
- 編集：小岩井洋介（IMAGICA）
- MA：奴賀貴幸、内藤憲司（IMAGICA）
- 編集協力：東京オフラインセンター
- 音効：波多野精二（ラビットムーンオフィス）
- TK：高橋由佳（エムアンドエム）
- 編成：松瀬俊一郎、谷山沙要
- 番組宣伝：望野智美
- WEB制作：古澤良子
- デスク：北谷みづき
- 制作協力：ホリプロ、東通企画、メディア・バスターズ
- 制作スタッフ：福岡尚志、古瀬麻衣子、門川裕次朗、藤原藍子、東野真有、山崎大介、吉田晃浩、宮川翔、三浦靖雄、渡邉達也、山本歩実、堀越玲央、秋山典彦、山谷紅葉、太田智大
- アシスタントプロデューサー：出口暢子、大橋ルミ、中嶋まなみ
- ディレクター：金丸貴文、山口智也、田中良憲、嶋中一人、奥村篤人、辺見敏章、藤田恭輔、目黒康行、植木光雄、西山嘉昭、赤木直幸、岡村学（以前は、制作スタッフ）、森下剛、垣花勇樹
- プロデューサー：渡辺章太郎、白髭晋二（東通企画）、吉澤康平（メディア・バスターズ）
- ゼネラルプロデューサー：本部純（2013年7月8日 - 、以前はプロデューサー）
- 制作著作：テレビ朝日

### 過去のスタッフ
- 企画：平城隆司（番組開始当初  - 2009年6月29日）
- スーパーバイザー：河口勇治（2008年7月14日 - 2009年3月23日まで、以前はチーフプロデューサー）
- 演出・プロデューサー：友寄隆英（2008年7月14日 - 2014年10月25日まで、以前は演出のみ）
- プロデューサー：中野光春、甲斐候一、樋口圭介
- ディレクター：木津優、前田健太郎、南大輔、木戸隆文、中島太一、中村慎吾、緒方彰大、浅野克己、福地剛、川瀬貴裕、畑川渉、池上健介、境浩平
- アシスタントプロデューサー：菅間和彦、串崎香奈、指田博俊、石神智
- 制作スタッフ：佐々木誠、日下潤、真柄克年、黒柳貴仁
- デスク：安江香織、嘉数香織
- 編成：松野良紀、荒井祥之、田中真由子、柳井寛史
- カメラ：松田祥宏
- 音声：新井八月
- 映像：北原伸之
- 照明：粟屋俊一
- デザイン：鹿内遥、小林尚弘、金澤弘道
- CGデザイン：形部まり子
- 美術進行：遠藤ゆか・高橋徹・楢崎仁志・飛田幸・野崎敬和・山本和記・田島えりか（テレビ朝日クリエイト）
- 大道具：宗村達
- 編集：渡辺健一（IMAGICA）
- WEB制作：河地華南子
- 技術協力：テイクシステムズ

## ネット局
- 番組開始当初、ネオバラがローカルセールス枠だったため、一部地域では遅れネットとなっていたが、2009年10月に放送時間を5分拡大し、ネットセールス枠に移行したことで、朝日放送を除く23局が同時ネットになった。
- ゴールデン進出後、2011年3月まではローカルセールス枠であったため、朝日放送が同時ネットになる一方、一部の放送局でローカル編成のために時差放送となる回が発生したが、2011年4月よりネットセールス枠に再度変更（代わりに火曜19時枠がローカルセールスになった）。2006年9月の「月バラ!」以来4年半ぶりに同枠がネットセールス枠に戻った。19時 - 22時の3時間のネット枠は2006年3月以来5年ぶり。

| 放送対象地域   | 放送局                       | 系列           | 放送日時                     | 遅れ       | 備考      |
| -------------- | ---------------------------- | -------------- | ---------------------------- | ---------- | --------- |
| 関東広域圏     | テレビ朝日(EX)               | テレビ朝日系列 | 月曜 19:00 - 19:54           | 同時ネット | 制作局    |
| 北海道         | 北海道テレビ（HTB）          | テレビ朝日系列 | 月曜 19:00 - 19:54           | 同時ネット | [ net 1 ] |
| 青森県         | 青森朝日放送（ABA）          | テレビ朝日系列 | 月曜 19:00 - 19:54           | 同時ネット |           |
| 岩手県         | 岩手朝日テレビ（IAT）        | テレビ朝日系列 | 月曜 19:00 - 19:54           | 同時ネット | [ net 2 ] |
| 宮城県         | 東日本放送（KHB）            | テレビ朝日系列 | 月曜 19:00 - 19:54           | 同時ネット |           |
| 秋田県         | 秋田朝日放送（AAB）          | テレビ朝日系列 | 月曜 19:00 - 19:54           | 同時ネット |           |
| 山形県         | 山形テレビ（YTS）            | テレビ朝日系列 | 月曜 19:00 - 19:54           | 同時ネット |           |
| 福島県         | 福島放送（KFB）              | テレビ朝日系列 | 月曜 19:00 - 19:54           | 同時ネット |           |
| 新潟県         | 新潟テレビ21（UX）           | テレビ朝日系列 | 月曜 19:00 - 19:54           | 同時ネット | [ net 3 ] |
| 長野県         | 長野朝日放送（abn）          | テレビ朝日系列 | 月曜 19:00 - 19:54           | 同時ネット | [ net 4 ] |
| 静岡県         | 静岡朝日テレビ（SATV）       | テレビ朝日系列 | 月曜 19:00 - 19:54           | 同時ネット |           |
| 石川県         | 北陸朝日放送（HAB）          | テレビ朝日系列 | 月曜 19:00 - 19:54           | 同時ネット | [ net 5 ] |
| 中京広域圏     | 名古屋テレビ（メ～テレ/NBN） | テレビ朝日系列 | 月曜 19:00 - 19:54           | 同時ネット | [ net 6 ] |
| 近畿広域圏     | 朝日放送（ABC）              | テレビ朝日系列 | 月曜 19:00 - 19:54           | 同時ネット | [ net 7 ] |
| 広島県         | 広島ホームテレビ（HOME）     | テレビ朝日系列 | 月曜 19:00 - 19:54           | 同時ネット |           |
| 山口県         | 山口朝日放送（yab）          | テレビ朝日系列 | 月曜 19:00 - 19:54           | 同時ネット |           |
| 香川県・岡山県 | 瀬戸内海放送（KSB）          | テレビ朝日系列 | 月曜 19:00 - 19:54           | 同時ネット |           |
| 愛媛県         | 愛媛朝日テレビ（eat）        | テレビ朝日系列 | 月曜 19:00 - 19:54           | 同時ネット |           |
| 福岡県         | 九州朝日放送（KBC）          | テレビ朝日系列 | 月曜 19:00 - 19:54           | 同時ネット |           |
| 長崎県         | 長崎文化放送（ncc）          | テレビ朝日系列 | 月曜 19:00 - 19:54           | 同時ネット |           |
| 熊本県         | 熊本朝日放送（KAB）          | テレビ朝日系列 | 月曜 19:00 - 19:54           | 同時ネット |           |
| 大分県         | 大分朝日放送（OAB）          | テレビ朝日系列 | 月曜 19:00 - 19:54           | 同時ネット |           |
| 鹿児島県       | 鹿児島放送（KKB）            | テレビ朝日系列 | 月曜 19:00 - 19:54           | 同時ネット |           |
| 沖縄県         | 琉球朝日放送（QAB）          | テレビ朝日系列 | 月曜 19:00 - 19:54           | 同時ネット |           |
| 鳥取県・島根県 | 日本海テレビ（NKT）          | 日本テレビ系列 | 木曜 0:58 - 1:53（水曜深夜） | 遅れネット | [ net 8 ] |
| 高知県         | 高知放送（RKC）              | 日本テレビ系列 | 土曜 14:30 - 15:25           | 遅れネット | [ net 9 ] |

## 事故
2008年12月10日 「SPに守られたら」の収録中に襲撃役だったタカが負傷し全治3週間の怪我を負った。映像は予定通り12月22日に問題なく放送された。